# Спермицид
Спермициды — вещества, разрушающие сперматозоиды.
Наиболее известный представитель этой группы - бензалкония хлорид.
Механизм контрацептивного (или химических средств контрацепции) основан на способности активного ингредиента, входящего в их состав, разрушать сперматозоиды в течение нескольких секунд (не более 60). Столь жёсткое требование к временному интервалу объясняется способностью сперматозоидов проникать в канал шейки матки уже спустя несколько секунд после эякуляции, а через 90 секунд — достигать маточных труб.
Контрацептивный эффект спермицидов измеряется индексом Перля — 18-24 беременностей на 100 женщин за 1 год регулярного использования. Эффективность зависит от соблюдения правил, изложенных в инструкции по медицинскому применению.
Данный метод контрацепции рекомендуют использовать в сочетании с другими для повышения их надёжности.
Например можно применять вместе с презервативами (одновременно) для повышенной защиты, а также для предохранения от заболеваний, передаваемых половым путём. Это так называемый двойной голландский метод, эффективность которого достигает 98 % и особенно подходит для молодых женщин при нерегулярных половых контактах и отсутствии постоянного партнёра, а также в случае, когда нет полной уверенности в отсутствии заболеваний, передающихся половым путём у партнера.
Также положительным является возможность усиления контрацептивного эффекта гормональных таблетированных средств спермицидами. Это основывается на следующих данных:
- если женщина начала прием гормональных оральных контрацептивов (ГОК), то действие их развивается не ранее, чем через 2 недели регулярного приёма. За это время развивается угнетение овуляции. В это время необходимо использование дополнительного метода контрацепции.
- если женщина пропустила очередную таблетку более чем на 12 часов, необходимо принять таблетку как можно скорее и использовать в этот день дополнительную контрацепцию спермицидами или презервативом.
- если время пропуска таблетки составило более 24 часов, необходимо продолжать прием таблеток по графику, но весь текущий менструальный цикл считается незащищенным и требует использования дополнительной контрацепции.

Преимущества метода:
- Простота и доступность метода.
- Не содержат гормонов и не нарушают гормональный фон женщины.
- Не проникают в кровь и в грудное молоко, действуют только местно.
- Обладают хорошими увлажняющими свойствами и могут быть использованы как лубриканты.
- Некоторый защитный эффект от заболеваний, передаваемых половым путём (ЗППП), воспаления органов малого таза и бесплодия при одновременном использовании с барьерными средствами (ноноксинол-9 in vitro вызывает гибель гонококков, вируса генитального герпеса, трихомонад, бледной трепонемы). Спермициды лишь снижают возможность заражения ЗППП, но не защищают полностью от них.

Недостатки метода:
- Связь применения спермицидов с половым актом: при использовании свечей, таблеток и плёнок необходимо соблюдать 10-15 минутный интервал перед половым актом.
- Нельзя пользоваться душем с мылом и другими моющими средствами раньше указанного для данного спермицида времени. С целью гигиены рекомендуется использовать только чистую воду. Поэтому душ лучше принять до полового акта.
- Побочные эффекты: раздражение кожи, аллергия на спермицид; в этих случаях следует проконсультироваться с врачом и, возможно, сменить метод контрацепции.

Спермициды выпускаются в следующих формах:
- вагинальные суппозитории (Эротекс, Фарматекс)[2];
- пены и желе;
- пенящиеся свечки (Контрацептин-Т, Патентекс Овал);
- пенящиеся таблетки (Фарматекс)[3];
- растворимые плёнки (Фарматекс);
- губки (Фарматекс).

В качестве активного ингредиента современных спермицидов применяют:
- ПАВ: ноноксинол-9, октоксинол, менфегол, хлорид бензалкония (хлорид бензалкония — диметил-алкил-бензил-аммоний-хлористый бензалконий — вызывает тотальное разрушение сперматозоидов в течение 10 секунд в концентрации 0,005 %[источник не указан 3116 дней] , что превосходит эффект ноноксинола-9 в 4 раза[4]; обладает in vitro бактерицидным и вирусоцидным действием против вирусов простого герпеса типов 1 и 2, цитомегаловируса, ВИЧ);
- ингибиторы активных ферментов: А-ген 53 (A-gen 53), син-а-ген (Syn-a-gen).

Помимо активного вещества, в состав спермицидов входит носитель (основа) — средство, обеспечивающее во влагалище дисперсию и обволакивающий эффект, благодаря которым возникает своеобразный барьер вокруг шейки матки.
Наиболее распространённые в мире спермицидные препараты:
| Название       | Действующий спермицид | Форма выпуска     |
| -------------- | --------------------- | ----------------- |
| Фарматекс      | Бензалкония хлорид    |                   |
| Эротекс        | Бензалкония хлорид    |                   |
| Концептрол     | Ноноксинол-9          | Кремы и желе      |
| Делфин         | Ноноксинол-9          | Кремы и желе      |
| Орто           | Октоксинол            | Кремы и желе      |
| Ренделл        | Октоксинол            | Кремы и желе      |
| Коромекс       | Октоксинол            | Кремы и желе      |
| Орто-Гинол     | Октоксинол            | Кремы и желе      |
| Алпагель       | Бензалкония хлорид    | Кремы и желе      |
| Фарматекс      | Бензалкония хлорид    | Свечки и таблетки |
| Эротекс        | Бензалкония хлорид    | Свечки и таблетки |
| Нео-сампун     | Менфегол              | Свечки и таблетки |
| Энкэа          | Ноноксинол-9          | Свечки и таблетки |
| Фарматекс      | Ноноксинол-9          | Свечки и таблетки |
| Норформ        | Фенилртутный ацетат   |                   |
| Делфин         | Ноноксинол-9          | Пены              |
| Эмко Коромекс  | Ноноксинол-9          | Пены              |
| Патентекс      | Ноноксинол-9          | Пены              |
| Крем фа        | Ноноксинол-9          |                   |
| Крем фарматекс | Бензалкония хлорид    | Плёнки            |